# 盧金格拉斯鎮區 (伊利諾伊州克林頓縣)
盧金格拉斯鎮區（英語：Looking Glass Township）是位於美國伊利諾伊州克林頓縣的一個行政鎮區。

## 地方資料
根據2010年美國人口普查的數據，盧金格拉斯鎮區的面積為131.30平方千米，當中陸地面積為130.60平方千米，而水域面積為0.70平方千米。當地共有人口6308人，而人口密度為每平方千米48.04人。